# Битка код Сетина
Битка код Сетина (бугарски: Битка при Сетина) вођена је на јесен 1017. године у близини тврђаве Сетина између Византијског царства са једне и Првог бугарског царства са друге стране. Део је Византијско-бугарских ратова, а завршена је победом Византије.

## Битка
Василије II Бугароубица постигао је 1014. године одлучујућу победу над Самуиловом армијом у бици код Беласице. Самуило убрзо умире од срчаног удара након чега његова држава слаби потресана борбама за власт. Василије продире дубоко у Македонију и осваја многе градове (Битољ, Прилеп...). Нови бугарски цар Јован Владислав, који је 1015. године извршио атентат на Самуиловог сина Гаврила Радомира и преузео власт, покушава да склопи договор са Василијем. Међутим, покушаји су сасвим пропали након битке код Битоља у којој су Византинци поражени.
Године 1017. Василије покреће велику војску на Бугарску. У њој су учествовали и руске најамничке трупе. Циљ им је био град Костур чијим би освајањем контролисао пут од Тесалије до обала данашње Албаније. Бугари склапају савез са Печенезима против Византије. Василије заузима малу тврђаву Сетина на реци Черна. У бици која се одиграла код Сетина Бугари су одлучно поражени. Број жртава био је велики, а Византинци су заробили 200 бугарских војника.